# ورخنیایا پولتاوکا
ورخنیایا پولتاوکا (به لاتین: Verkhnyaya Poltavka) یک منطقهٔ مسکونی در روسیه است که در استان آمور واقع شده‌است.